# Metropolis Pt. 2: Scenes from a Memory
Metropolis Pt. 2: Scenes From a Memory es el quinto álbum de estudio de la banda de metal progresivo Dream Theater. Fue lanzado en 1999 y en él debuta Jordan Rudess como nuevo teclista de la banda, después de haber grabado Liquid Tension Experiment 1 y 2.
Scenes From a Memory es un álbum conceptual que narra una única historia de corte shakespearianna ubicada en el año 1928 acerca de un joven que descubre su pasado, el cual está relacionado con el amor, asesinato e infidelidad de Victoria Page. Como el nombre puede sugerir, Metropolis Pt. 2: Scenes From a Memory es una secuela que sigue la historia de Metropolis Pt. 1: The Miracle And The Sleeper, la quinta canción del segundo álbum de la banda: Images and Words. Aun así, cuando llamaron Metropolis Pt. 1 a la canción original, no tenían en mente hacer una historia épica dividida en dos partes, pretendía ser simplemente una broma. Solamente tras continuas súplicas y peticiones de los aficionados, empezaron a trabajar en la segunda parte.
Inicialmente, comenzaron a desarrollar esa segunda parte para incluirla en una sola canción, en lugar de un álbum completo. Fue durante las sesiones de grabación del cuarto disco del grupo, Falling Into Infinity, en 1996-1997 cuando empezó a tomar forma. La canción no fue definitivamente incluida porque la compañía discográfica para la que trabajaban no quería publicar un álbum doble (que sería necesario ya que no habría espacio suficiente en 80 minutos junto al resto de canciones). De cualquier manera, grabaron una demo con Derek Sherinian en los teclados para retornar a ese proyecto más adelante. Cuando empezaron a trabajar en su quinto álbum, recuperaron la canción que evolucionó hasta convertirse en un álbum completo.
En la gira que acompañó a la publicación del disco, Dream Theater tocaba todo el disco en directo. En el último concierto de la parte norteamericana, se grabó un DVD titulado Metropolis 2000: Scenes from New York. En él se puede ver la representación gráfica de toda la historia que describe el disco como si fuesen fragmentos de una película que se entremezclan con las escenas del directo. Además en ese DVD los miembros de la banda comentan la historia de Scenes From a Memory.
La mezcla original del álbum es diferente a la que salió al mercado. La primera fue hecha por el ingeniero David Bottrill (quien ha trabajado con bandas como Tool, King Crimson, Genesis o Yes), pero no fue del agrado de todos los miembros de la banda. Esa mezcla ahora está disponible como un bootleg oficial, distribuido a través de la discográfica independiente de la banda, YtseJam Records.

## Listado de pistas
| Act I |                                    |                |               |          |  |
| N.º   | Título                             | Letras         | Música        | Duración |  |
| 1.    | «Scene One: Regression»            | John Petrucci  | Petrucci      | 2:06     |  |
| 2.    | «Scene Two: I. Overture 1928»      | (instrumental) | Dream Theater | 3:37     |  |
| 3.    | «Scene Two: II. Strange Deja-vù»   | Mike Portnoy   | Dream Theater | 5:12     |  |
| 4.    | «Scene Three: I. Through My Words» | Petrucci       | Petrucci      | 1:02     |  |
| 5.    | «Scene Three: II. Fatal Tragedy»   | John Myung     | Dream Theater | 6:49     |  |
| 6.    | «Scene Four: Beyond This Life»     | Petrucci       | Dream Theater | 11:22    |  |
| 7.    | «Scene Five: Through Her Eyes»     | Petrucci       | Dream Theater | 5:29     |  |
| 35:37 |                                    |                |               |          |  |

| Act II |                                         |                |               |          |  |
| N.º    | Título                                  | Letras         | Música        | Duración |  |
| 8.     | «Scene Six: Home»                       | Mike Portnoy   | Dream Theater | 12:53    |  |
| 9.     | «Scene Seven: I. The Dance of Eternity» | (instrumental) | Dream Theater | 6:13     |  |
| 10.    | «Scene Seven: II. One Last Time»        | James LaBrie   | Dream Theater | 3:46     |  |
| 11.    | «Scene Eight: The Spirit Carries On»    | Petrucci       | Dream Theater | 6:38     |  |
| 12.    | «Scene Nine: Finally Free»              | Portnoy        | Dream Theater | 11:59    |  |
| 41:29  |                                         |                |               |          |  |

## Intérpretes
- James LaBrie  – Voz
- John Myung    – Bajo
- John Petrucci – Guitarras
- Mike Portnoy  – Batería
- Jordan Rudess – Teclados, arreglos y dirección coral
- Theresa Thomason - Coros en los temas Through Her Eyes y The Spirit Carries On.
- Mary Canty, Shelia Slappy, Mary Smith, Jeanette Smith, Clarence Burke Jr., Carol Cyrus, Dale Scott - Coros adicionales en el tema The Spirit Carries On.
- Terry Brown - Voz del psiquiatra

## Historia
La historia se divide en dos actos diferentes y se desarrolla con “seis” personajes.

### Personajes

#### Tiempo actual (1999)
- Nicholas
- El Hipnotizador
- El Anciano

#### 1928
- Victoria Page - “Metropolis”
- Julian Baynes - “The Sleeper” (El Durmiente)
- Sen. Edward Baynes - “The Miracle” (El Milagro)

### Primer acto
Scene One: Regression (Primera Escena: Regresión) -- El álbum comienza con Nicholas relajándose con el sonido de un reloj de fondo y la voz del Hipnotizador que le ayuda a entrar en un estado hipnótico para llevar a cabo una terapia de regresión. La canción es una balada al estilo de Dream Theater. Al final de ésta se pueden distinguir las primeras palabras de las canciones This Dying Soul y Repentance de sus respectivos álbumes Train of Thought y Systematic Chaos: “So glad to see you my friend”. 
Scene Two: I. Overture 1928 (Segunda Escena: I. Overtura 1928) -- Aunque la canción es instrumental, trata acerca del estado hipnótico de Nicholas en el que contempla el confort y la paz surrealista que le envuelve.[cita requerida] Mientras entra en trance, empieza a fijarse en el objeto de su terapia de regresión: una chica llamada Victoria y una vida que le parece extrañamente familiar a la suya.
Scene Two: II. Strange Déjà Vu (Segunda Escena 2. Extraño Déjà Vu) -- Se profundiza sobre los sueños que llevaron a Nicholas a la terapia, mientras continúa sumergiéndose más en la hipnosis. Se revela como cada vez que cierra sus ojos se transporta a un sueño recurrente muy real que involucra otra vida, y que es precisamente ese sueño lo que le llevó a la terapia psiquiátrica.
El sueño, tal y como lo cuenta, se desarrolla de la siguiente manera. Hay un camino hacia una casa. Dentro de la casa hay unas escaleras que llevan a una habitación con un espejo donde puede ver a una joven. Todo eso le resulta extrañamente familiar a Nicholas, pero no debería porque no está relacionado para nada con su vida. Como ahora se encuentra dentro del trance hipnótico, todo parece más claro que en los sueños normales que tiene. Puede contemplar ahora la cara de la chica claramente y consigue preguntarle “¿Por qué no me dices por qué estoy aquí?”. Él siente que ella tiene algo que contarle, y que por eso lo conduce allí noche tras noche. Debe tratarse de alguna historia que todavía está por serle revelada, y esa historia es de algo terrible que le está “haciendo trizas el alma”.
La chica se presenta como Victoria y le da la primera pista del porqué lo está persiguiendo: busca una manera de contarle la verdad sobre su asesinato. También muestra la gran pena que posee porque ella no es “la que el Durmiente pensaba que era” y esto “le parte el corazón en dos”, por eso se siente culpable y en búsqueda de libertad.
Después de esta revelación, Nicholas se encuentra fuera de la terapia y de nuevo en la vida real. Aunque los pensamientos de esa otra vida lo persiguen en cada momento. Esto le lleva a desear desesperadamente ser capaz de descubrir todo el misterio e incluso intenta buscar la manera de llegar a ese otro lado, donde piensa que ya vivió. Ya no le importa nada más que su nueva obsesión, necesita conocer toda la verdad para poder vivir en libertad, se da cuenta de que la llave de esa puerta está en sus sueños y no parará hasta abrirla.
Scene Three: I. Through My Words (Tercera Escena: I. A través de mis palabras) -- La canción es una balada corta. En ésta, Nicholas se da cuenta del enlace entre Victoria y él. Todo lo que ella sintió está almacenado en sí mismo, son dos mentes compartiendo una misma alma. 
Scene Three: II. Fatal Tragedy (Tercera Escena: II. Tragedia Fatal) -- La canción comienza con una atmósfera tranquila, pero pronto incrementa su intensidad, con los solos característicos de Petrucci y Rudess. Cuenta que Nicholas está solo por la noche. Sabe ahora quien es Victoria, pero no es conocedor de porqué se sentía así o de lo que pasó realmente con ella. Sale entonces de casa y se encuentra con un anciano con el que Nicholas “sentía que podía confiar”. Este anciano le dice que una chica fue asesinada allí, pero que la historia todavía sigue siendo un misterio aunque hace bastante desde que sucedieron los hechos. Cuando intentó conseguir más información, el anciano le respondió que ahora debía actuar solo y que la verdad se desarrollaría a lo largo de su futuro.
Tras la conversación se da cuenta definitivamente que hasta que no descubra la verdad de lo que le pasó a Victoria, no va a poder vivir su propia vida en paz. Está encerrado en esa obsesión y él mismo lo reconoce cuando dice “sin amor ni verdad no puede haber vuelta atrás”, y también que “sin fe ni esperanza no puede haber paz mental”.
La canción finaliza con la voz del hipnotizador en una nueva sesión en la que le dice que es hora de ver como murió, que recuerde que la muerte no es el fin, sino sólo una transición.
Scene Four: Beyond This Life (Cuarta Escena: Más Allá de Esta Vida) -- Considerada una de las mejores canciones de este álbum, Beyond This Life es mantiene un estilo de la “vieja escuela” de Images and Words, al estilo de Metropolis Pt. 1, o Take The Time. La canción mantiene una atmósfera rápida, con los solos característicos y todo el arte que pone Dream Theater. La canción empieza con la lectura de la portada de un periódico de 1928. La historia es sobre una chica joven asesinada cuyo asesino se suicidó posteriormente. Al parecer existe un testigo, Edward Baynes, que escuchó un “sonido horripilante” y cuando llegó al lugar del que provenía dicho sonido se encontró a una mujer que había sido asesinada mediante un disparo y al asesino de pie delante de ella. El testigo intenta ayudar pero el asesino se suicidó, cayendo encima de la chica muerta. El periódico comenta que fue “un final triste para un amor roto”.
El diario explica que Victoria y Julian, el asesino, estaban actualmente separados debido a las adicciones de él y a su estilo de vida decadente, que incluía juegos de azar y adicción a las drogas. También se comenta que ella volvería con él si enderezase su vida.
Después de eso viene un recuento de las pruebas físicas en la escena del crimen. Se sospecha que hubo una pelea previa ya que apareció una navaja, cosa que choca bastante porque es extraño que una chica joven de 1928 lleve una navaja con ella, a no ser que hubiera presentido que necesitaba defenderse. También se encontró, en el bolsillo del asesino, una nota que pone que Julian prefería antes matarse que vivir sin Victoria.
Durante la canción se repite un par de veces varias líneas a través de la boca de Nicholas. En ellas continúa con la creencia de que él y Victoria comparte un mismo alma pero también afirma que no solo existe la reencarnación del alma, sino que también se trasladan los mismos rasgos de personalidad para toda la eternidad: “todo lo que aprendemos ahora, se lleve más allá de la vida” y “lo que hemos sido es lo que somos”.
Scene Five: Through Her Eyes (Quinta Escena: A Través de Sus Ojos) -- La canción es una balada con melodía similar a la de Through My Words. Aquí Nicholas está despierto otra vez y es consciente de que Victoria fue brutalmente asesinada en 1928. Necesita visitar la sepultura de ella para poder expresar lo que siente, por lo poco que pudo hacer aquella noche trágica y lo inocente que ella era. No solo eso, sino que ya que ha estado aprendiendo todo lo de su propia vida mirando a través de los ojos de ella, asume que lo que sucedió también le pasó a él y que toda esa injusticia debe ser aclarada.
Al llegar a la tumba, la tristeza envuelve a Nicholas. Hasta el epitafio le recuerda que simplemente era una chica joven e inocente y que su vida le había sido arrebatada brutalmente. Compara la muerte de ella con la suya propia, dice que es como perder a alguien que amas. Deja que las imágenes de ella invadan su mente una última vez mientras la tristeza le acompaña por toda la injusticia cometida. Entonces acepta que el dolor que eso le estaba causando era necesario para aceptar su muerte en una vida anterior y comprender por fin porque esa vida le estaba persiguiendo.

### Segundo acto
Scene Six: Home (Sexta Escena: Hogar) -- La canción mantiene una atmósfera parecida a la de Beyond this Life. Se puede escuchar un fragmento que hace referencia a la canción Metropolis Pt. 1: The Miracle And The Sleeper del disco Images and Words que dice: “Recuerdo que me dijeron que hay un nuevo amor que nace, por cada uno que ha muerto… 
Se Escucha a Julian Baynes hablar de su vida y cómo esta es tan solo una farsa. En último término, como se puede intuir, Victoria lo abandona por culpa de su adicción al alcohol y al juego. Después escuchamos a Edward Baynes comentar como Victoria lloraba sobre su hombro tras la ruptura con Julian. Se encuentra que está siendo atraído por ella, y aunque en primera instancia se siente culpable por traicionar a su hermano, su obsesión es mayor que su sentimiento de culpabilidad y seduce a Victoria en su estado vulnerable. 
Por último Nicholas aparece otra vez en el tiempo actual y despierto. Hasta ahora solo sabe lo que el anciano le había contado y lo que fue capaz de leer en el periódico en su última sesión terapéutica. Sabe que tiene que haber más detrás de todo eso y está deseoso de empezar su próxima sesión de hipnotismo regresivo para poder volver atrás y resolver el misterio de una vez por todas.
Scene Seven: I. The Dance Of Eternity (Séptima Escena: I. La Danza De La Eternidad) -- La pista es instrumental, su título proviene de la última frase de Metropolis Pt. 1: The Miracle and the Sleeper que dice “Love is the dance of eternity” (El amor es la danza de la eternidad), y quiere representar el verdadero amor entre Victoria y Julian.
Scene Seven: II. One Last Time (Séptima Escena: II. Una Última Vez) -- La canción es una balada con una parte de Overture 1928. Empieza con Nicholas dándole vueltas en su cabeza a todo lo relacionado con el asesinato de Victoria. No está convencido, con las pruebas conocidas, que lo que cuenta el periódico sea la verdad. También parece que se ha enterado de ciertos rumores, probablemente los rumores de su relación sentimental con Edward. Se pregunta a sí mismo si Victoria “hirió su alma” o si “se despidió de él”. Entonces se escucha a ella, otra vez en el pasado, diciendo “Una última vez, nos acostaremos hoy”. Esto es lo que Nicholas asocia a que Victoria le decía adiós a Ed, que esa sería su última cita.
Nicholas visita entonces la casa de Edward, donde él y Victoria desarrollaron su romance. Parece que la casa aporta muchas pistas nuevas y consigue confirmar muchos de los pensamientos internos de Nicholas. Aunque ahora está despierto, cuando entra en la habitación, experimenta una especie de revelación como si estuviese fuera de su cuerpo real. Siente frío como sentía en sus sueños y escucha de repente una voz de mujer gritando y un hombre pidiendo perdón, aunque no es capaz de comprender las palabras que pronuncia. 
Scene Eight: The Spirit Carries On (Octava Escena: El Espíritu Continua) -- Nicholas está otra vez bajo hipnosis, aunque esta vez es la última. Reitera su convencimiento de que su alma continuará existiendo más allá de su vida y, por esta razón, ya no teme a la muerte. Cree que Edward estuvo involucrado en el crimen y planea exponer la verdad que hay tras un crimen que sucedió hace más de 70 años. Victoria aparece, en el presente esta vez, y le dice a Nicholas que se vaya y no sufra más, que ya le ha revelado la verdad pero que aun así nunca debe olvidarla. En este punto se alegra de la paz que siente ya que ha conseguido satisfacer tanto a Victoria como a su propia obsesión. Nicholas se da cuenta de que la razón de que todo esto sucediese, la moraleja de su historia, es que la muerte no es el fin, solo una transición, como el hipnotizador ya había comentado. La canción es una balada.
Scene Nine: Finally Free (Novena Escena: Finalmente Libre) -- Está última escena nos muestra información que Nicholas no puede asimilar, ya que el hipnotizador lo saca de su último trance y escuchamos como coge su coche y se va del lugar. Se revela que Victoria y Julian se encontraron por casualidad y decidieron reunirse más tarde en secreto para poder hablar. Ella está excitada por este hecho ya que Julian es aquel al que siempre ha amado, y por esta razón va a romper su relación con Edward: ya no está indecisa de a quien quiere realmente. Pero tiene miedo de que Julian vaya a matar a Edward si se entera de su relación con ella.
Así que se reúnen sin que nadie lo sepa, o eso piensan, porque Edward aparece y empieza a forcejear con Julian. A este se le cae una botella de licor de su chaqueta y saca un cuchillo, pero antes de que pueda usarlo Edward le dispara. Victoria grita y él le dice: “abre tus ojos, Victoria”, tras lo cual también le dispara. Julian, todavía vivo aunque mortalmente herido, se arrastra y se pone sobre el cuerpo ya muerto de Victoria. Edward pone una nota en la chaqueta de Julian que le ayudará a interpretar su rol como falso testigo del asesinato.
Tras este interludio, ya en el presente, Nicholas está conduciendo hacia su casa mientras piensa como está ahora libre de todo lo que le perseguía. También está contento de lo que aprendió de su vida, que se transferirá a través de su alma tras su muerte. Entra en su casa, enciende el televisor, donde están dando la noticia de la muerte accidental de John Fitzgerald Kennedy Jr. Apaga el televisor, enciende el fonógrafo, se sirve un whiskey y se sienta para relajarse. Se escucha a otro coche aparcando fuera y ruidos de pisadas seguidos por el sonido de una puerta cerca abriéndose. El Hipnotizador entra en la sala y dice: “¡abre tus ojos, Nicholas!”. El fonógrafo es golpeado tras el grito de sorpresa de Nicholas y solamente queda el ruido estático de fondo hasta que se acaba el disco. El hipnotizador, el alma reencarnada de Edward, ha matado a Nicholas cumpliendo el ciclo de nuevo. En realidad, Victoria estaba tratando de advertirle a Nicholas que su vida estaba en peligro, una vez más. El final de esta canción, empezó como un experimento musical. El ruido que se escucha en ese momento es el mismo que suena al principio de The Glass Prison, primera pista de su disco del 2002 Six Degrees of Inner Turbulence. Conexiones similares se pueden encontrar en los discos sucesivos de Dream Theater.

## Actuación en las carteleras
Billboard 200:
- Metropolis Pt. 2: Scenes From a Memory - #73

Billboard Top Internet Albums:
- Metropolis Pt. 2: Scenes From a Memory - #2